# Бичи (Псковская область)
Бичи (латыш. Biči) — деревня в России, в Гавровской волости Пыталовского района Псковской области.
Деревня расположена в 21 км к югу от города Пыталово и в 8 км к востоку от волостного центра Гавры.
C 1920 до 1944 гг. входила в состав Яунлатгальского (Абренского) уезда Латвии.

## Население
| 2000 | 2001 | 2002 | 2010 |
| ---- | ---- | ---- | ---- |
| 66   | →66  | ↘65  | ↘32  |

Численность населения к началу 2001 года составляла 66 жителей.